# Максимов, Максим Геннадьевич
Макси́м Генна́дьевич Макси́мов (род. 6 сентября 1979, Ижевск) — российский биатлонист и тренер, заслуженный мастер спорта России, серебряный (2011) и бронзовый (2008) призёр чемпионатов мира в индивидуальной гонке, чемпион Европы 2008 года в эстафете.

## Биография
Родился и вырос в Ижевске. Сразу после рождения Максиму поставили диагноз «врождённый порок сердца», но несмотря на запреты врачей, он стал заниматься спортом. 
В 1989 году пошёл в лыжную секцию, где первым наставником спортсмена стал Юрий Валерьевич Луппов, а вскоре стал заниматься биатлоном. 
Личный тренер — Владимир Фирулев, в региональной команде тренировался у Виктора Чурина. На внутрироссийских соревнованиях в последние годы карьеры выступал за Тюменскую область.
По окончании сезона 2013/14 завершил спортивную карьеру и стал тренером.

### Спортивная карьера
Дебютировал на этапах Кубка мира в сезоне 2000/01, после чего долгое время выступал исключительно в континентальных соревнованиях.
В январе 2003 года во время зимней Универсиады в Италии в автобус, в котором находился Максимов, влетел минивэн. В результате аварии спортсмен получил травму головы и месяц находился в больнице. Несмотря на неблагоприятный прогноз от врачей по поводу дальнейшей карьеры, спортсмен через три месяца вернулся к тренировкам.  
Вновь попал в главную команду России в сезоне 2007/08, завоевал право выступать на чемпионате мира, где в первой же для себя гонке (индивидуальной) занял третье место. Также принял участие в масс-старте, где стал четвёртым, уступив на последнем круге Максиму Чудову. После успешного чемпионата мира Максимов отправился на первенство Европы в чешском Нове-Место, там он выиграл бронзу в гонке преследования и золото в составе эстафеты.
В сезоне 2009/10 пытался отобраться на Олимпиаду, но не показал высоких результатов. Поэтому тренеры приняли решение не включать его в олимпийскую сборную.
В сезоне 2010/11 также не показывал высоких результатов, однако тренеры решили дать Максимову выступить на чемпионате мира в Ханты-Мансийске. В индивидуальной гонке, где все российские спортсмены выступили плохо, Максимов ни разу не промахнулся на огневых рубежах и ушёл на последний круг с небольшим отставанием от лидера гонки норвежца Тарьея Бё. Несмотря на падение скорости, он сумел отстоять второе место и выиграл первую для сборной России медаль на чемпионате мира. Этот результат позволил ему попасть в эстафетную команду, где он выиграл ещё одно серебро, показав на этом чемпионате мира лучший результат в карьере, однако в 2025 году из-за дисквалификации партнёра по команде Евгения Устюгова Максимов был лишён награды.
В сентябре 2011 года Максимову диагностировали две межпозвоночных грыжи. С 14 октября по 4 ноября спортсмен находился на лечении, затем ещё две недели — на реабилитации. Вернулся к соревнованиям в декабре на «Ижевской винтовке», где стал третьим в эстафете и лишь 35-м — в индивидуальной гонке. В феврале 2012 года на чемпионате России в Уфе, являвшимся отборочным к первенству мира, Максимов занял 3-е место в спринте, однако не выполнил критерии отбора в сборную России. Концовку сезона 2011/12 пропустил из-за гайморита.
В сезоне 2012/13 участвовал в гонках на этапах Кубка России, где показал несколько хороших результатов. Планомерно готовился к Чемпионату России в Увате, где стал третьим призёром в масс-старте, а также выиграл бронзовую медаль в эстафете вместе с Евгением Гараничевым, Иваном Черезовым и Андреем Маковеевым.
Сезон 2013/14 впервые за 3 года начал на первом этапе Кубка IBU в шведском Идре, но выступил неудачно, став в двух спринтах 18-м и 41-м. В декабре 2013 года на «Ижевской винтовке», являвшейся частью отбора на этапы Кубка мира и Олимпиаду в Сочи, Максимов одержал победу в эстафете и спринте, однако неудачно провёл индивидуальную гонку (49-е место), что не позволило ему попасть в сборную России. Остаток сезона провёл на внутрироссийских соревнованиях, по окончании которого завершил спортивную карьеру.

### Тренерская карьера
С 2014 года работает тренером.
С 2019 по 2024 год — тренер основной сборной России по стрелковой подготовке. 
В настоящее время является старшим тренером региональной команды Ямала по биатлону. Под его руководством ямальские спортсмены одержали ряд побед на крупных внутрироссийских соревнованиях: Спартакиаде сильнейших, Кубках и чемпионатах России.

## Личная жизнь
Первая жена — Софья Максимова, медсестра. Познакомились в 2001 году в Тюмени, а спустя три года поженились. От первого брака есть сын Максим (род. 2007).
Вторая жена (с 2013 года) — Альбина Ахатова (род. 1976), биатлонистка, олимпийская чемпионка, с которой Максимов состоял в отношениях с 2009 года. Дочь Анастасия (род. 2015).

## Награды и звания
- Заслуженный мастер спорта России (2009)[30]
- Мастер спорта России международного класса (2002)
- Мастер спорта России (1997)

## Результаты

### Чемпионаты мира среди юниоров
| Год  | Место проведения | Возраст | Инд | Спр | Пр | Эст |
| ---- | ---------------- | ------- | --- | --- | -- | --- |
| 1999 | Поклюка          | U21     | 22  | —   | —  | —   |

### Чемпионаты Европы
| Год  | Место проведения | Инд | Спр | Пр | Эст |
| ---- | ---------------- | --- | --- | -- | --- |
| 2001 | От-Морьенн       | 17  | 30  | 26 | 6   |
| 2004 | Раубичи          | —   | 23  | 31 | —   |
| 2008 | Нове-Место       | —   | 13  | 3  | 1   |

### Чемпионаты мира
| Место проведения    | Инд | Спр | Пр | МС | Эст | См |
| ------------------- | --- | --- | -- | -- | --- | -- |
| 2008 Эстерсунд      | 3   | —   | —  | 4  | —   | —  |
| 2009 Пхёнчхан       | 37  | —   | —  | —  | 6   | —  |
| 2011 Ханты-Мансийск | 2   | —   | —  | 17 | DSQ | —  |

### Кубок мира
| 2010/11 Итоги | 2010/11 Итоги | Эстерсунд | Эстерсунд | Эстерсунд | Хохфильцен | Хохфильцен | Хохфильцен | Поклюка | Поклюка | Поклюка | Оберхоф | Оберхоф | Оберхоф | Рупольдинг | Рупольдинг | Рупольдинг | Антхольц | Антхольц | Антхольц | Преск-Айл | Преск-Айл | Преск-Айл | Форт-Кент | Форт-Кент | Форт-Кент | ЧМ Ханты-Мансийск | ЧМ Ханты-Мансийск | ЧМ Ханты-Мансийск | ЧМ Ханты-Мансийск | ЧМ Ханты-Мансийск | ЧМ Ханты-Мансийск | Холменколлен | Холменколлен | Холменколлен |
| Очков         | Место         | Инд       | Спр       | Пр        | Спр        | Пр         | Эст        | Инд     | Спр     | См      | Эст     | Спр     | МС      | Инд        | Спр        | Пр         | Спр      | МС       | Эст      | Спр       | См        | Пр        | Спр       | Пр        | МС        | См                | Спр               | Пр                | Инд               | Эст               | МС                | Спр          | Пр           | МС           |
| 242           | 33            | 16        | 33        | 10        | 61         | —          | —          | —       | 58      | —       | —       | —       | —       | —          | —          | —          | —        | —        | —        | 16        | —         | 29        | 22        | 20        | 18        | —                 | —                 | —                 | 2                 | DSQ               | 17                | 50           | DNS          | —            |

| 2009/10 Итоги | 2009/10 Итоги | Эстерсунд | Эстерсунд | Эстерсунд | Хохфильцен | Хохфильцен | Хохфильцен | Поклюка | Поклюка | Поклюка | Оберхоф | Оберхоф | Оберхоф | Рупольдинг | Рупольдинг | Рупольдинг | Антхольц | Антхольц | Антхольц | ОИ Ванкувер | ОИ Ванкувер | ОИ Ванкувер | ОИ Ванкувер | ОИ Ванкувер | Контиолахти | Контиолахти | Контиолахти | Холменколлен | Холменколлен | Холменколлен | Ханты-Мансийск | Ханты-Мансийск | Ханты-Мансийск |
| Очков         | Место         | Инд       | Спр       | Эст       | Спр        | Пр         | Эст        | Инд     | Спр     | Пр      | Эст     | Спр     | МС      | Спр        | МС         | Эст        | Инд      | Спр      | Пр       | Спр         | Пр          | Инд         | МС          | Эст         | См          | Спр         | Пр          | Спр          | Пр           | МС           | Спр            | МС             | См             |
| 0             | —             | —         | —         | —         | —          | —          | —          | —       | —       | —       | —       | —       | —       | 46         | —          | —          | 43       | —        | —        | —           | —           | —           | —           | —           | —           | —           | —           | —            | —            | —            | 45             | —              | —              |

| 2008/09 Итоги | 2008/09 Итоги | Эстерсунд | Эстерсунд | Эстерсунд | Хохфильцен | Хохфильцен | Хохфильцен | Хохфильцен | Хохфильцен | Хохфильцен | Оберхоф | Оберхоф | Оберхоф | Рупольдинг | Рупольдинг | Рупольдинг | Антхольц | Антхольц | Антхольц | ЧМ Пхёнчхан | ЧМ Пхёнчхан | ЧМ Пхёнчхан | ЧМ Пхёнчхан | ЧМ Пхёнчхан | ЧМ Пхёнчхан | Уистлер | Уистлер | Уистлер | Тронхейм | Тронхейм | Тронхейм | Ханты-Мансийск | Ханты-Мансийск | Ханты-Мансийск |
| Очков         | Место         | Инд       | Спр       | Пр        | Спр        | Пр         | Эст        | Инд        | Спр        | Эст        | Эст     | Спр     | МС      | Эст        | Спр        | Пр         | Спр      | Пр       | МС       | Спр         | Пр          | Инд         | См          | МС          | Эст         | Инд     | Спр     | Эст     | Спр      | Пр       | МС       | Спр            | Пр             | МС             |
| 95            | 58            | 92        | 50        | 41        | 35         | 13         | 1          | 49         | 39         | —          | —       | 48      | —       | —          | 21         | 19         | 49       | 49       | —        | —           | —           | 37          | —           | —           | 6           | 34      | =40     | —       | =38      | 39       | —        | —              | —              | —              |

| 2007/08 Итоги | 2007/08 Итоги | Контиолахти | Контиолахти | Контиолахти | Хохфильцен | Хохфильцен | Хохфильцен | Поклюка | Поклюка | Поклюка | Оберхоф | Оберхоф | Оберхоф | Рупольдинг | Рупольдинг | Рупольдинг | Антхольц | Антхольц | Антхольц | ЧМ Эстерсунд | ЧМ Эстерсунд | ЧМ Эстерсунд | ЧМ Эстерсунд | ЧМ Эстерсунд | ЧМ Эстерсунд | Пхёнчхан | Пхёнчхан | Пхёнчхан | Ханты-Мансийск | Ханты-Мансийск | Ханты-Мансийск | Холменколлен | Холменколлен | Холменколлен |
| Очков         | Место         | Инд         | Спр         | Пр          | Спр        | Пр         | Эст        | Инд     | Спр     | Эст     | Эст     | Спр     | МС      | Эст        | Спр        | Пр         | Спр      | Пр       | МС       | Спр          | Пр           | См           | Инд          | МС           | Эст          | Спр      | Пр       | См       | Спр            | Пр             | МС             | Спр          | Пр           | МС           |
| 155           | 33            | —           | —           | —           | —          | —          | —          | —       | —       | —       | —       | —       | —       | —          | 13         | 24         | 27       | 15       | —        | —            | —            | —            | 3            | 4            | —            | —        | —        | —        | 24             | 27             | 26             | 66           | —            | 22           |

| 2000/01 Итоги | 2000/01 Итоги | Хохфильцен | Хохфильцен | Хохфильцен | Поклюка | Поклюка | Поклюка | Осрблье | Осрблье | Осрблье | Оберхоф | Оберхоф | Оберхоф | Рупольдинг | Рупольдинг | Рупольдинг | Антхольц | Антхольц | Антхольц | ЧМ Поклюка | ЧМ Поклюка | ЧМ Поклюка | ЧМ Поклюка | ЧМ Поклюка | Солт-Лейк-Сити | Солт-Лейк-Сити | Солт-Лейк-Сити | Лейк-Плэсид | Лейк-Плэсид | Холменколлен | Холменколлен | Холменколлен |
| Очков         | Место         | Инд        | Спр        | Эст        | Спр     | Пр      | Эст     | Инд     | Спр     | Пр      | Спр     | Пр      | МС      | Эст        | Спр        | Пр         | Спр      | Эст      | МС       | Спр        | Пр         | Инд        | МС         | Эст        | Инд            | Спр            | Пр             | Спр         | Пр          | Спр          | Пр           | МС           |
| 0             | —             | —          | —          | —          | —       | —       | —       | —       | —       | —       | —       | —       | —       | —          | —          | —          | —        | —        | —        | —          | —          | —          | —          | —          | —              | —              | —              | —           | —           | 40           | 51           | —            |